# Tillie et le Petit Dragon
Pour plus de détails, voir Fiche technique et Distribution.
Tillie et le Petit Dragon (The Tale of Tillie's Dragon) (ou Tillie le dragon seulement sur PSP)  est un film d'animation américain réalisé par Mike Stribling et Steve Hahn, sorti en septembre 1995 aux États-Unis.

## Synopsis
C'est l'histoire d'une petite fille qui s'appelle Tillie vivant dans un château délabré, elle se sent seule parce qu'elle n'a pas d'amis et donc elle a réussi à en trouver un. Mais à dire c'est un dragon qui s'appelle Herman dont lui aussi il n'aime pas être seul et perdu puis nos deux amis s'entendent bien à merveille mais le gros problème c'est que son oncle St George a pour mission de tuer les dragons pour éviter la panique au village de Schatzberg et le maire Simmons avec son assistant Wilner veulent plus de choses pour créer des problèmes à l'oncle de Tillie. Est-ce que nos deux amis pourront rester amis pour la vie ?

## Distribution

### Voix originales
- Kath Soucie : Tille
- John Kassir : Herman
- Wayne Powers : Oncle St. George
- Frank Welker : le maire Simmons et le narrateur
- Randy Rudy : Wilner, l'adjoint du maire
- Russi Taylor : Pie Lady (la dame aux tartes)

### Voix françaises
- Sybille Tureau : Tillie
- Yann Pichon : Herman
- Gérard Boucaron : Wilner, l'adjoint du maire
- Gérard Rouzier